# Fontaine de Saint-Paul-de-Vence
La fontaine est située place de la Grande-Fontaine, à Saint-Paul-de-Vence, en France. Elle a été représentée par de nombreux peintres et photographes.

## Localisation
La fontaine est située dans le département français des Alpes-Maritimes, à Saint-Paul-de-Vence.
On accède à la fontaine en remontant la rue Grande après avoir passé la Porte Royale. Elle se trouve sur la place de la Grande-Fontaine.

## Historique
Elle a été construite en 1615 par Melchior Martin, un tailleur de pierre du village. 
L'édifice est inscrit au titre des monuments historiques le 4 octobre 1932.

## Description
La fontaine est de style provençal. L'eau se déverse dans la vasque par 4 canons.
La place de la Fontaine, accueillait les étals des colporteurs. Charles II d'Anjou avait autorisé, en 1285, d'y tenir un marché tous les samedis. En 1615, le marché peut aussi s'y tenir le mercredi. Le jour de la Saint-Luc, il y avait la foire aux légumes.